# Édouard François André

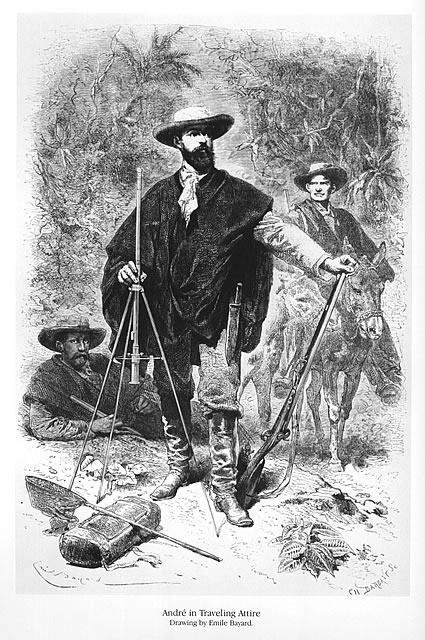
Édouard François André

Das von André entworfene Gartenparterre von Schloss Ebenrain; Stahlstich, veröffentlicht 1879 in L' art des jardins

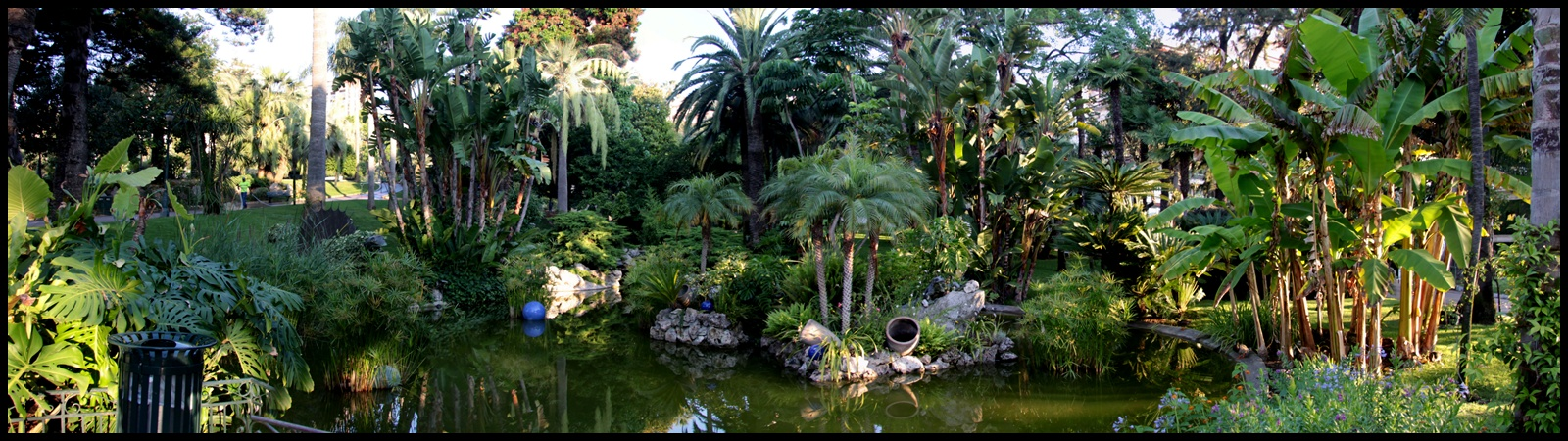
Die 1881 von Édouard André kreierten Jardins de la Petite Afrique in Monte-Carlo

Édouard François André (* 17. Juli 1840 in Bourges, Frankreich; † 25. Oktober 1911 in La Croix, Frankreich) war ein französischer Gärtner, Gartengestalter und Botaniker. Er gilt als einer der führenden Gärtner und Gartengestalter des 19. Jahrhunderts. Sein offizielles botanisches Autorenkürzel lautet „André“.

## Leben
André wuchs in Angers (Frankreich) als Sohn eines Gärtners auf und entwickelte so schon sehr früh einen ausgeprägten Sinn für Pflanzen. Nachdem er ein Jahr am Muséum national d’histoire naturelle in Paris verbracht hatte, wurde er 1860 im Alter von 20 Jahren zum leitenden Gärtner (Jardinier principal) der Stadt Paris ernannt, eine Position, die er bis 1868 innehatte. In dieser Zeit gestaltete er viele der öffentlichen Anlagen, Parks und Boulevards und prägte maßgeblich das moderne Stadtbild mit Anlagen wie dem Parc des Buttes-Chaumont, an dem auch Gustave Eiffel mitwirkte. Nachdem er sich als Gartenarchitekt einen Namen gemacht hatte, gewann er im Jahr 1866 eine internationale Ausschreibung für die Gestaltung des Sefton Park in Liverpool (England), ein Projekt, an dem er fünf Jahre arbeitete. Er gestaltete zahlreiche weitere Parks in Europa in Russland, Österreich, in den Niederlanden, Dänemark, und der Schweiz. Die wohl bekanntesten sind die Heiliggeist-Zitadelle von Luxemburg mit ihrem Terrassengärten und Promenaden, die Gärten von Funchal in Madeira, die Villa Borghese in Italien und die öffentlichen Parks von Monte Carlo. Zusammen mit seinem Sohn gestaltete André ab 1895 bis 1897 den Park am zeitgleich nach Plänen des deutschen Architekten Franz Heinrich Schwechten im Stil der Neorenaissance erbauten Palais des Grafen Feliks Tyszkiewicz im litauischen Seebad Palanga; der Park ist heute ein Botanischer Garten, im Palais ist das Bernsteinmuseum Palanga untergebracht.
Auch als Botaniker und Gärtner war André sehr aktiv und gelangte vor allem auf dem Gebiet der Erforschung der Bromelien zu Ansehen. 1875 schickte ihn die französische Regierung auf eine Erkundungsexpedition in die Nord-Anden Südamerikas. Neben Kolumbien war sein Hauptziel Ecuador. Von dieser Reise brachte er über 3400 Pflanzen mit zurück, darunter war auch eine kleine, schmalblättrige Tillandsie, die Edouard Morren 1888 ihm zu Ehren als Tillandsia andreana publizierte. Sein Reisebericht wurde 1983 neuaufgelegt.
Nach seiner Rückkehr widmete er sich ganz dem Pflanzenstudium. Er unterhielt eine Versuchsgärtnerei auf seinem Landsitz und schrieb diverse Monografien speziell über Bromelien.
Von 1870 bis 1880 war er Herausgeber der Revûe Horticôle und verfasste viele Artikel für die L'Illustration Horticôle. 1890 führte ihn seine letzte lateinamerikanische Reise nach Uruguay.
1892 wurde ihm zu Ehren die Professur für Garten- und Landschaftsbau an der Ecole Nationale d'Horticulture (der Nationalen Gartenbauhochschule) in Versailles eingerichtet und er zu deren ersten Professor ernannt. Auszeichnet als Offizier der französischen Ehrenlegion und des belgischen Leopoldsordens war er auch Mitglied der Royal Horticultural Society von London.

## Ehrungen
Nach ihm benannte Mez 1896 die Bromelien-Gattung Andrea mit folgenden Worten:

„Dicatum cl. Éd. André, Parisiensi, bromeliographo sagacissimo.“

„Gewidmet dem illustren und weisesten aller Autoren der Bromelien, Édouard André aus Paris“

Die Gattung Andrea wurde zunächst zur Gattung Nidularium und zu Canistropsis gestellt und durch den gültigen Namen Eduandrea ersetzt.

## Schriften
- Bromeliaceae Andreanae. Description et Histoire des Bromeliacées, récoltées dans la Colombie, l'Ecuador et la Venezuela. Paris: Librairie Agricole, 1889. Nachdruck: Berkley CA, USA: Big Bridge Press, 1983
- L' art des jardins: traité général de la composition des parcs et jardins. Paris: Masson, 1879. Nachdruck: Marseille: Lafitte Reprints, 1983, ISBN 2-7348-0127-2